# Janet Leigh

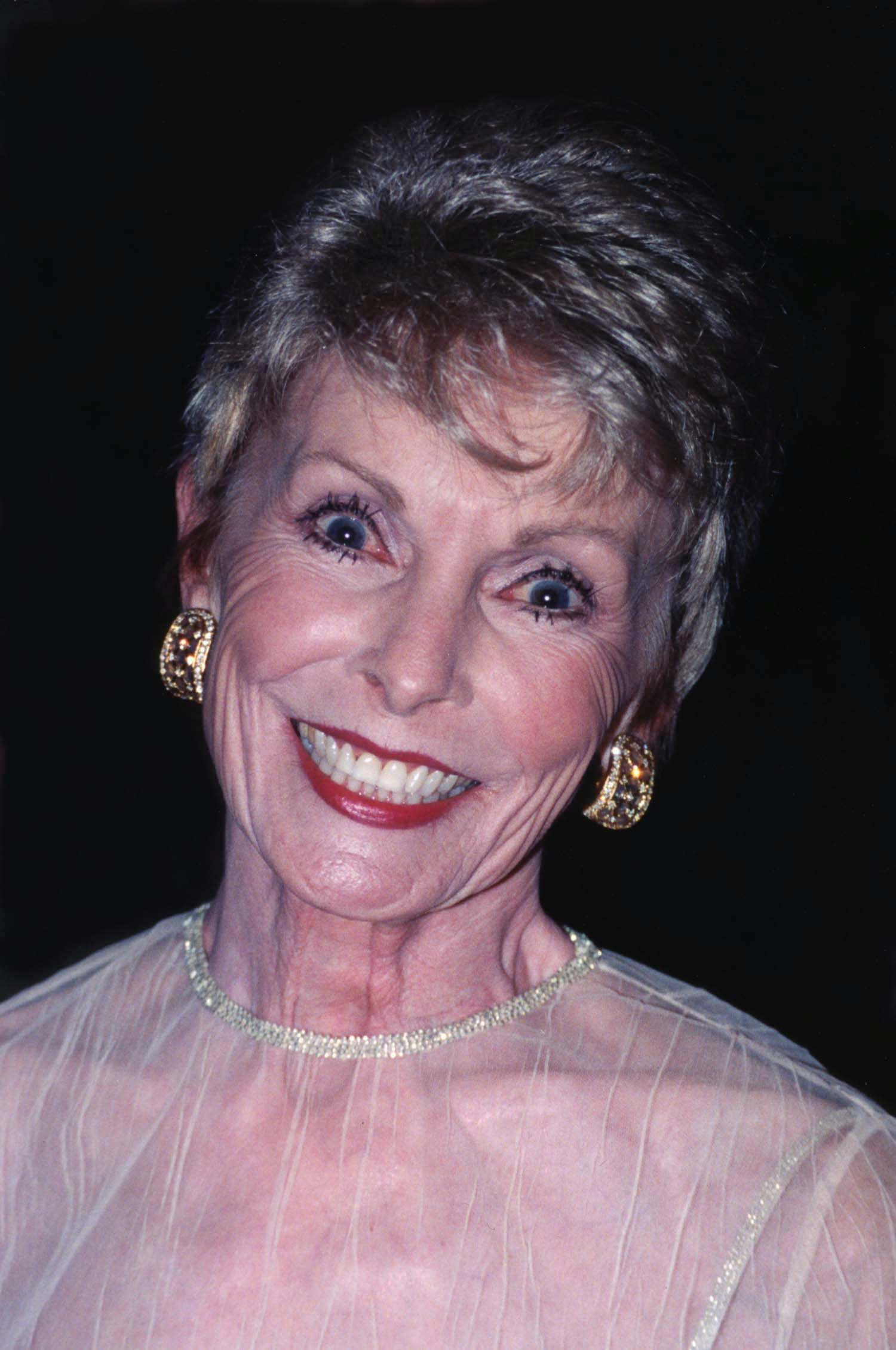
Janet Leigh (1998)

Janet Leigh (* 6. Juli 1927 in Merced, Kalifornien, als Jeanette Helen Morrison; † 3. Oktober 2004 in Beverly Hills, Kalifornien) war eine US-amerikanische Schauspielerin, die in den 1950er- und 1960er-Jahren ihre größten Erfolge feierte. Nachhaltig in Erinnerung blieb sie als Mordopfer in Alfred Hitchcocks Thriller Psycho (1960).

## Leben und Karriere

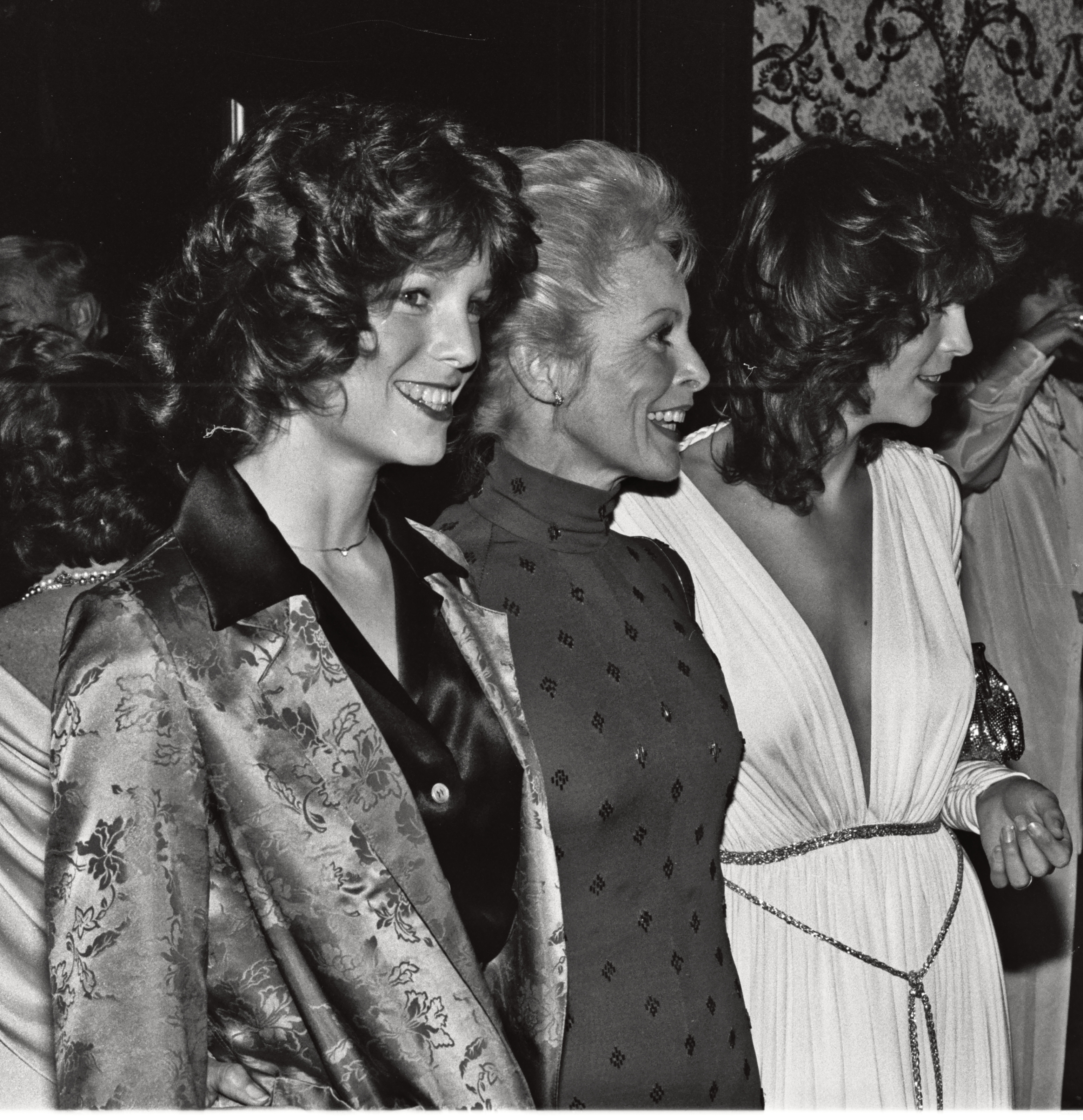
Janet Leigh (Mitte) mit ihren Töchtern Kelly Curtis (links) und Jamie Lee Curtis (1979)

Janet Leigh war das einzige Kind von Robert Morrison und Helen Lita Westergard und wuchs in einfachen Verhältnissen auf. Neben ihrem Psychologiestudium an der University of the Pacific arbeitete sie in einem Skiresort, um etwas Geld für ihre Familie zu verdienen, wo sie 1946 von Hollywood-Star Norma Shearer entdeckt wurde. Diese war damals selbst bereits im Ruhestand und vermittelte ihr Probeaufnahmen bei ihrem ehemaligen Filmstudio Metro-Goldwyn-Mayer in Hollywood.
Daraufhin wurde Janet Leigh von Lew Wasserman bei MGM unter Vertrag genommen. Durch den Beginn ihrer Schauspielkarriere beendete sie vorzeitig ihr Studium und debütierte in dem aufwendigen Filmdrama The Romance of Rosy Ridge (1947), in dem sie neben Van Johnson und Thomas Mitchell gleich eine größere Rolle erhielt. Später besuchte sie die Abendschule an der University of Southern California, um ihr Studium zu beenden.
Es folgten weitere Leinwandauftritte, die ihren Bekanntheitsgrad steigerten. 1948 wurde sie von einer Zeitschrift zum „No. 1 Glamour Girl“ gewählt, obwohl sie meistens bodenständige Figuren spielte. 1949 wirkte sie unter der Regie von Mervyn LeRoy in Kleine tapfere Jo, der Verfilmung des Romans Little Women, und in Holiday Affair neben Robert Mitchum mit. In den 1950er-Jahren spielte sie in mehreren erfolgreichen Filmen Hauptrollen, so in der Komödie Angels in the Outfield (1951), dem Mantel-und-Degen-Film Scaramouche, der galante Marquis (1952), dem Western Nackte Gewalt (1953), dem Musicalfilm Walking My Baby Back Home (1953) sowie der Komödie Der sympathische Hochstapler (1954).

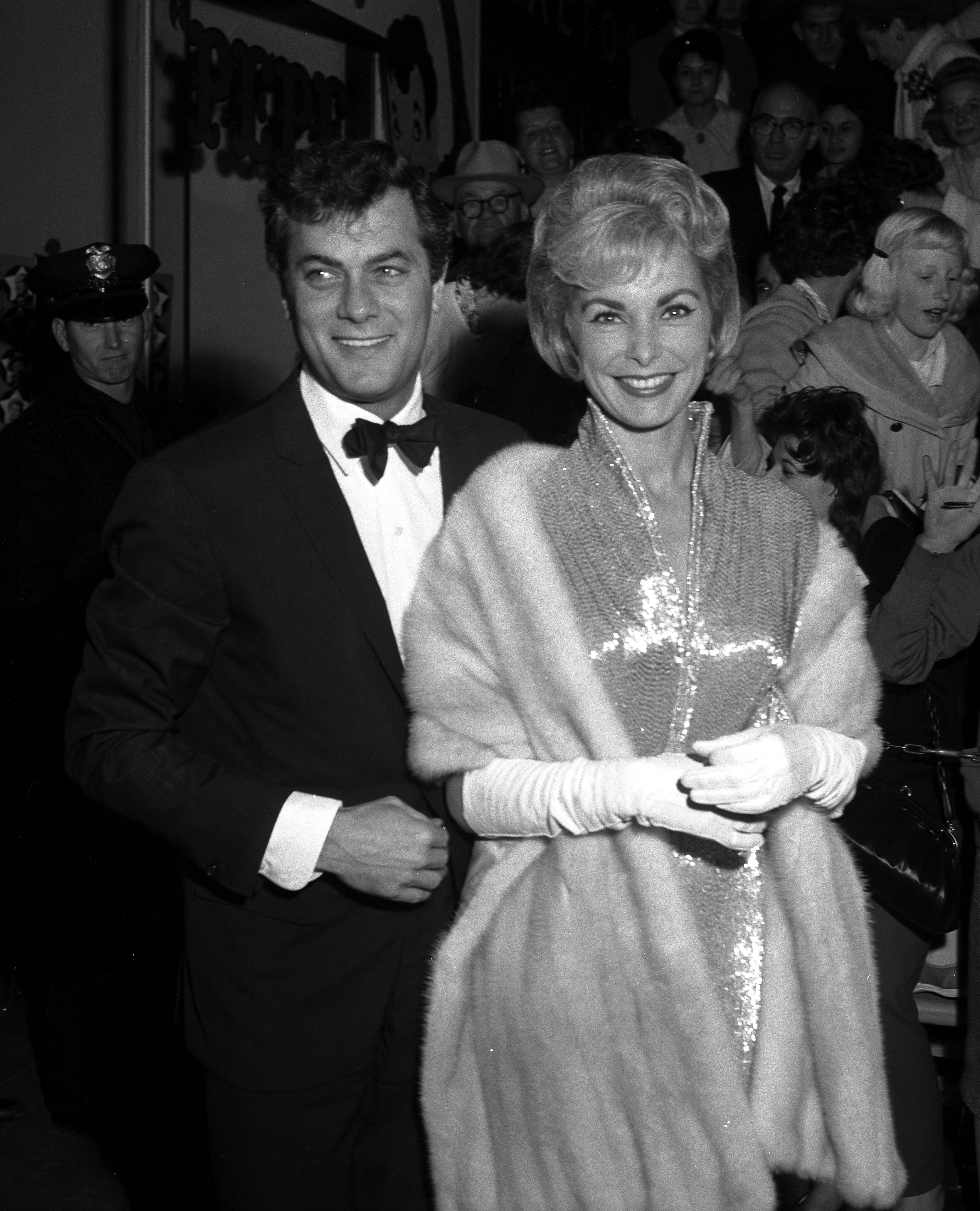
Janet Leigh mit Tony Curtis (1960)

Mit ihrem Ehemann Tony Curtis spielte sie in fünf Filmen, darunter in den Abenteuerfilmen Der eiserne Ritter von Falworth (1954) und Die Wikinger (1958). Leigh, die zunächst vor allem die Figur der jungen Naiven oder weiblichen Geliebten verkörperte, war Ende der 1950er-Jahre auf der Suche nach komplexeren Rollen. Davon zeugt unter anderem ihre Rolle in Orson Welles’ Kriminalfilm Im Zeichen des Bösen (1958), wo sie Opfer von jugendlichen Delinquenten wird.
In die Zeit dieser Suche nach Charakterrollen fiel auch jener Film, der wohl der berühmteste ihrer Filmkarriere wurde: Alfred Hitchcock verpflichtete sie für seinen Filmklassiker Psycho als Sekretärin Marion Crane, die Geld unterschlägt und auf der Reise zu ihrem Geliebten in einem Motel Opfer einer brutalen Messerattacke wird. Die sogenannte „Duschszene“ mit Todesfolge schockierte die Zuschauer und ist bis heute eine der wohl meistzitierten und berühmtesten Filmszenen. Leigh erhielt für die Rolle einen Golden Globe und war als beste Nebendarstellerin für einen Oscar nominiert.
Nach dem Erfolg von Psycho folgten Rollen in Filmen wie Botschafter der Angst, in dem sie an der Seite von Frank Sinatra und Angela Lansbury spielte, und das Filmmusical Bye Bye Birdie, das auf einem Broadway-Erfolg basierte.
Als Leigh sich 1964 mit Pilzkopf-Perücke fotografieren ließ, trug sie mit dieser „Wischmopp-Frisur“ mit zum Bekanntwerden der Beatles bei.
Ab Ende der 1960er-Jahre spielte Leigh vorwiegend in Fernsehfilmen oder -serien. So hatte sie etwa 1975 in der Folge Forgotten Lady der Serie Columbo eine Hauptrolle neben Peter Falk. Auch in anderen Serien wie Die Leute von der Shiloh Ranch oder Mord ist ihr Hobby hatte sie Gastauftritte. Zu ihren Kinoauftritten in späteren Jahren gehörte unter anderem der in John Carpenters Film The Fog – Nebel des Grauens an der Seite ihrer Tochter Jamie Lee Curtis. In Halloween: H20, dem vorletzten Film, in dem sie mitwirkte, stand sie ein weiteres Mal an der Seite ihrer Tochter Jamie Lee vor der Kamera. Ihre letzte Rolle spielte sie als Dame im Seniorenheim in der Horrorkomödie Zickenterror an der High School (2005), die erst nach ihrem Tod in die Kinos kam.
Im Jahr 1942 heiratete Janet Leigh im Alter von erst fünfzehn Jahren den achtzehnjährigen John Carlisle; die Ehe wurde allerdings bereits im selben Jahr wieder geschieden. Auch ihre zweite Ehe von 1945 bis 1949 mit Stanley Reames endete mit einer Scheidung. Leighs dritter Ehemann war der Schauspieler Tony Curtis, mit dem sie von 1951 bis zur Scheidung im Jahr 1962 verheiratet war. Aus dieser Ehe stammen die Schauspielerinnen Jamie Lee Curtis und Kelly Curtis. Ab 1962 bis zu ihrem Tod war Janet Leigh mit Robert Brandt (1927–2009) verheiratet.
Janet Leigh starb 2004 im Alter von 77 Jahren im Kreis ihrer Familie an einem Kreislaufstillstand. Ihr Grab befindet sich im Westwood Memorial Park in Los Angeles.

## Filmografie
- 1947: The Romance of Rosy Ridge
- 1947: If Winter Comes
- 1948: Lassies Heimat (Hills of Home)
- 1948: Words and Music
- 1948: Akt der Gewalt (Act of Violence)
- 1949: Kleine tapfere Jo (Little Women)
- 1949: Schicksal in Wien (The Red Danube)
- 1949: Frauen um Dr. Corday (The Doctor and the Girl)
- 1949: Das Schicksal der Irene Forsyte (That Forsyte Woman)
- 1949: Holiday Affair
- 1949: How to Smuggle a Hernia Across the Border (Kurzfilm)
- 1951: Strictly Dishonorable
- 1951: Angels in the Outfield
- 1951: Drei Frauen erobern New York (Two Tickets to Broadway)
- 1951: It’s a Big Country
- 1952: Nur dies eine Mal (Just This Once)
- 1952: Scaramouche, der galante Marquis (Scaramouche)
- 1952: Fearless Fagan
- 1953: Nackte Gewalt (The Naked Spur)
- 1953: Confidentially Connie
- 1953: Houdini, der König des Varieté (Houdini)
- 1953: Walking My Baby Back Home
- 1954: Prinz Eisenherz (Prince Valiant)
- 1954: Der sympathische Hochstapler (Living It Up)
- 1954: Der eiserne Ritter von Falworth (The Black Shield of Falworth)
- 1954: Heißes Pflaster (Rogue Cop)
- 1955: Es geschah in einer Nacht (Pete Kelly’s Blues)
- 1955: Meine Schwester Ellen (My Sister Eileen)
- 1956: Der König der Safari (Safari)
- 1957: Schlitz Playhouse of Stars (Fernsehserie, eine Folge)
- 1957: Düsenjäger (Jet Pilot)
- 1958: Im Zeichen des Bösen (Touch of Evil)
- 1958: Die Wikinger (The Vikings)
- 1958: Urlaubsschein nach Paris (Vacances à Paris)
- 1960: Wer war die Dame? (Who Was That Lady?)
- 1960: Psycho
- 1960: Pepe – Was kann die Welt schon kosten (Pepe)
- 1962: Botschafter der Angst (The Manchurian Candidate)
- 1963: Bye Bye Birdie
- 1963: Ach Liebling … nicht hier! (Wives and Lovers)
- 1964/1966: Bob Hope Presents the Chrysler Theatre (Fernsehserie, zwei Folgen)
- 1966: Ein Mann wie Kid Rodelo (Kid Rodelo)
- 1966: Ein Fall für Harper (Harper)
- 1966: Drei auf einer Couch (Three on a Couch)
- 1966: Mord aus zweiter Hand (An American Dream)
- 1966: Solo für O.N.C.E.L. (The Man from U.N.C.L.E., Fernsehserie, zwei Folgen)
- 1967: Top Job (Ad ogni costo)
- 1968: The Danny Thomas Hour (Fernsehserie, eine Folge)
- 1969: Hello Down There
- 1969: The Monk (Fernsehfilm)
- 1969: The Red Skelton Show (Fernsehserie, eine Folge)
- 1969: Honeymoon with a Stranger (Fernsehfilm)
- 1970: House on Greenapple Road (Fernsehfilm)
- 1970: Die Leute von der Shiloh Ranch (The Virginian, Fernsehserie, eine Folge)
- 1970: The Tim Conway Comedy Hour (Fernsehserie, eine Folge)
- 1970: Bracken’s World (Fernsehserie, eine Folge)
- 1971: The Name of the Game (Fernsehserie, eine Folge)
- 1971: My Wives Jane (Fernsehfilm)
- 1971: The Deadly Dream (Fernsehfilm)
- 1972: Mein Herz braucht Liebe (One Is a Lonely Number)
- 1972: Rabbits (Night of the Lepus)
- 1973: Teufelskreis der Angst (Ghost Story, Fernsehserie, eine Folge)
- 1973: Murdock’s Gang (Fernsehfilm)
- 1973: Love Story (Fernsehserie, Folge 1x07)
- 1975: Abenteuer der Landstraße (Movin' On, Fernsehserie, eine Folge)
- 1975: Columbo: Tödliches Comeback (Forgotten Lady, Fernsehreihe)
- 1977: Mord aus heiterem Himmel (Murder at the World Series, Fernsehfilm)
- 1977: Der Killer muß warten (Telethon, Fernsehfilm)
- 1978/1985: Love Boat (The Love Boat, Fernsehserie, zwei Folgen)
- 1979: Mirror, Mirror (Fernsehfilm)
- 1979: Promenade am Strand (Boardwalk)
- 1979/1982: Fantasy Island (Fernsehserie, zwei Folgen)
- 1980: The Fog – Nebel des Grauens (The Fog)
- 1982: Matt Houston (Fernsehserie, eine Folge)
- 1982/1984: Die unglaublichen Geschichten von Roald Dahl (Tales of the Unexpected, Fernsehserie, zwei Folgen)
- 1985: On Our Way (Fernsehfilm)
- 1986: Der Mann vom anderen Stern (Starman, Fernsehserie, eine Folge)
- 1987: Mord ist ihr Hobby (Murder, She Wrote, Fernsehserie, eine Folge)
- 1989: Unbekannte Dimensionen (The Twilight Zone, Fernsehserie, eine Folge)
- 1997: Ohne Erbarmen – Eine Familie des Hasses (In My Sister's Shadow, Fernsehfilm)
- 1997: Ein Hauch von Himmel (Touched by an Angel, Fernsehserie, eine Folge)
- 1998: Halloween H20 (Halloween H20: 20 Years Later)
- 2001: Family Law (Fernsehserie, eine Folge)
- 2005: Zickenterror an der High School (Bad Girls from Valley High)

## Auszeichnungen
- 1960: Stern auf dem Hollywood Walk of Fame (1777 Vine Street)[4]
- 1960: Laurel Award für die beste weibliche Comedy-Leistung für Wer war die Dame? (4. Platz)
- 1961: Laurel Award für die beste weibliche Comedy-Leistung für Pepe – Was kann die Welt schon kosten (1. Platz)
- 1961: Laurel Award als beste Nebendarstellerin für Psycho (2. Platz)
- 1961: Golden Globe in der Kategorie Beste Nebendarstellerin für Psycho
- 1961: Nominierung für den Oscar in der Kategorie Beste Nebendarstellerin für Psycho
- 2004: Ehrendoktorwürde der University of the Pacific

## Publikationen
- There Really Was a Hollywood. Doubleday, New York 1984, ISBN 0-385-19035-2 (englisch).
- mit Christopher Nickens: Psycho. Hinter den Kulissen von Hitchcocks Kultthriller. Heyne, München 1996, ISBN 3-453-10863-9.
- Dream Factory. Mira, Buffalo 2002, ISBN 1-55166-874-2 (englisch).